# Freshwater Creek (Newfoundland)
Freshwater Creek is een 5,5 km lange rivier in het noorden van het Canadese eiland Newfoundland. Het dorp Croque is gelegen nabij de monding van de rivier.

## Verloop
Freshwater Creek begint als uitstroom van Big Pond, een meertje op het Great Northern Peninsula van Newfoundland. De rivier stroomt over het algemeen in zuidoostelijke richting. Over zijn volledige lengte loopt hij parallel aan provinciale route 438, een verbindingsweg waar hij, dicht bij zijn bron, ook onderdoor gaat. Freshwater Creek gaat doorheen drie kleine meertjes die respectievelijk als Third, Second en First Pond bekendstaan.
Na 5,5 km mondt Freshwater Creek uit in Croque Harbour, een grote natuurlijke haven van de Labradorzee. De uitmonding vindt meer bepaald plaats in de westelijke zij-arm genaamd Épine Cadoret, aan de rand van het dorp Croque.